# Sergio Taddei
Sergio Taddei (Tavarnelle Val di Pesa, 24 novembre 1954) è un ex calciatore italiano, di ruolo difensore.

## Carriera
Stopper, cresce tra le file del Torino, con cui esordisce in Serie A il 13 maggio 1973 in occasione della sconfitta esterna col Cagliari. Quella rimane tuttavia l'unica presenza di Taddei sia in granata sia in massima serie. A fine stagione viene infatti ceduto al Novara, con cui disputa il campionato di Serie B 1973-1974, il primo di 9 consecutivi in cadetteria, quindi passa al Verona, con cui conquista la promozione in A nella stagione 1974-1975.
Taddei non viene tuttavia confermato dagli scaligeri e resta fra i cadetti con l'Avellino, dove non riesce ad imporsi come titolare (11 presenze). Passa quindi al Varese, sempre in B, dove resta tre stagioni fino alla retrocessione della stagione Serie B 1978-1979, per poi passare alla Sambenedettese con cui nella stagione 1979-1980 realizza 6 reti in campionato, il suo massimo in carriera.
Nel 1980 si trasferisce al Pescara, appena retrocesso dalla Serie A, con cui disputa due campionati cadetti, il secondo dei quali concluso con la retrocessione degli abruzzesi in Serie C1.
In carriera ha totalizzato complessivamente una presenza in Serie A e 208 presenze e 18 reti in Serie B.